# Synagoga w Wieluniu
Synagoga w Wieluniu – nieistniejąca synagoga znajdująca się w Wieluniu przy ulicy H. Sienkiewicza (dawniej Żołnierskiej).

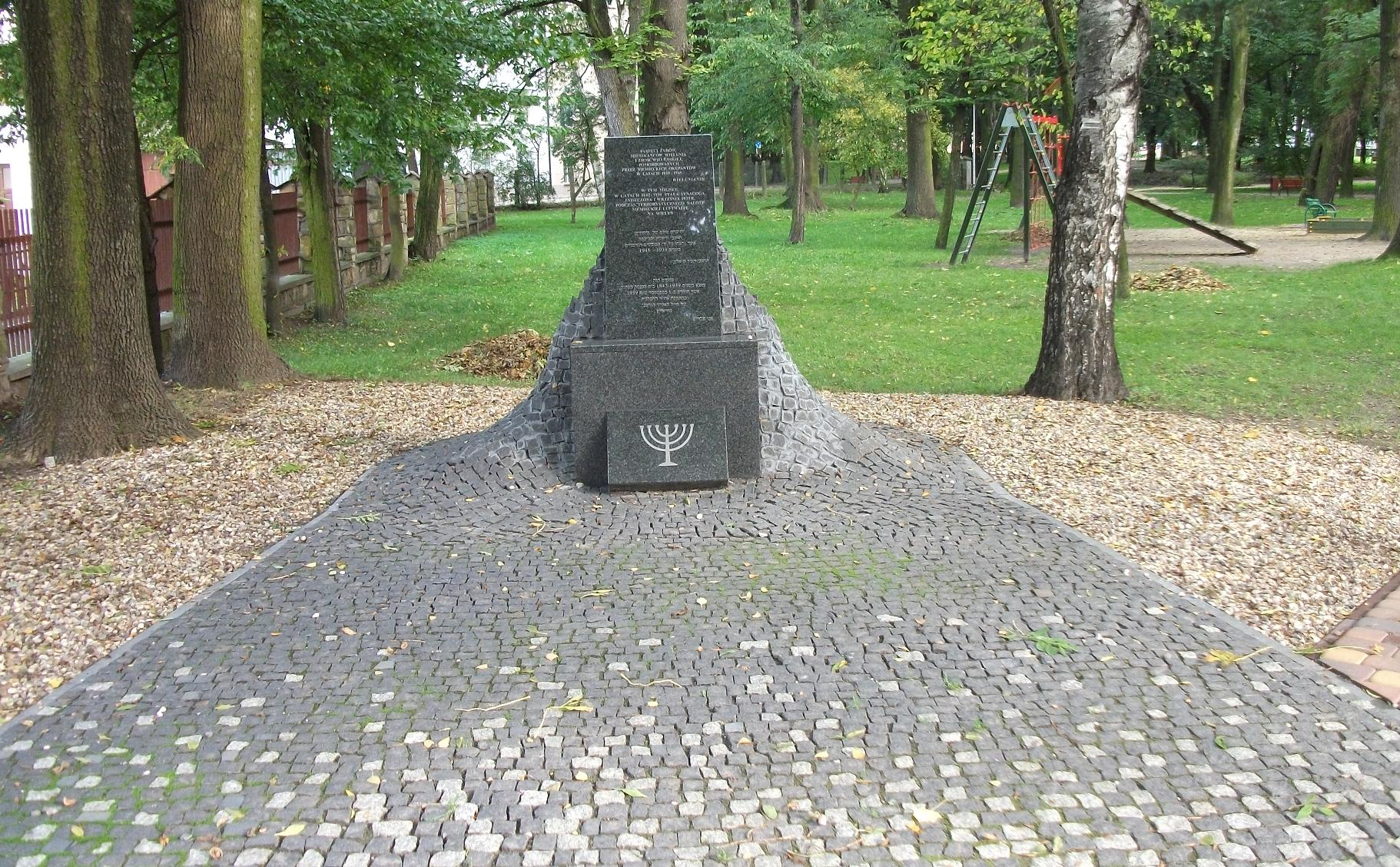
Tablica pamiątkowa w miejscu zburzonej podczas II WŚ synagogi

Synagoga została zbudowana w 1855 roku, na miejscu starej synagogi. 1 września 1939 roku synagoga została zniszczona podczas bombardowań miasta. Wkrótce jej ruiny zostały rozebrane. Po zakończeniu wojny budynek synagogi nie został odbudowany, a teren po nim obecnie wchodzi w skład przyległego parku.
Murowany budynek synagogi wzniesiono na planie prostokąta, w stylu klasycystycznym. Jej charakterystycznym elementem był czterokolumnowy portyk oraz ozdobny szczyt dachu.